# Cerynea ampafana
Cerynea ampafana là một loài bướm đêm trong họ Erebidae.